# ウイルス性肝炎
ウイルス性肝炎（ウイルスせいかんえん、英：Viral hepatitis）とは、肝炎ウイルスが原因の肝臓の炎症性疾患のことを指す。

## 種類
| 種類     | ウイルス         | 発見年度 | 形態 |
| -------- | ---------------- | -------- | ---- |
| A型肝炎  | A型肝炎ウイルス  | 1973年   | RNA  |
| B型肝炎  | B型肝炎ウイルス  | 1964年   | DNA  |
| C型肝炎  | C型肝炎ウイルス  | 1989年   | RNA  |
| D型肝炎  | D型肝炎ウイルス  | 1977年   | RNA  |
| E型肝炎  | E型肝炎ウイルス  | 1980年   | RNA  |
| F型肝炎  | F型肝炎ウイルス  | 1994年   | RNA  |
| G型肝炎  | G型肝炎ウイルス  | 1995年   | RNA  |
| TT型肝炎 | TT型肝炎ウイルス | 1997年   | RNA  |

その他、サイトメガロウイルス・EBウイルス・単純ヘルペスウイルス・風疹ウイルス・麻疹ウイルス・パルボウイルスなどのウイルスによって肝炎を起こすことがある。

## 臨床
ほとんどの場合、A型肝炎・B型肝炎・C型肝炎が多く、E型肝炎は発展途上国を中心に流行しているが、その他の肝炎は少ない。

### 感染
それぞれ各項目の記述を参照
- 経口感染：A型肝炎ウイルス・E型肝炎ウイルス
- 非経口感染：B型肝炎ウイルス・C型肝炎ウイルス・D型肝炎ウイルス等

### 発症
A型肝炎・E型肝炎は急性肝炎を呈することが多く、B型肝炎・C型肝炎の場合慢性肝炎を生じることが多い。またA型肝炎・B型肝炎・E型肝炎は劇症肝炎を生じる場合も多い。

## 主なウイルス性肝炎の早見表
| 病名     | A型肝炎                          | B型肝炎                                             | C型肝炎                                         | D型肝炎                                            | E型肝炎                        |
| -------- | -------------------------------- | --------------------------------------------------- | ----------------------------------------------- | -------------------------------------------------- | ------------------------------ |
| 病原体   | A型肝炎ウイルス（HAV）           | B型肝炎ウイルス（HBV）                              | C型肝炎ウイルス（HCV）                          | D型肝炎ウイルス（HDV）                             | E型肝炎ウイルス（HEV）         |
| 感染経路 | 経口感染                         | 血液感染、性的感染、母子感染                        | 血液感染、母子感染                              | 血液感染、性的感染                                 | 経口感染                       |
| 潜伏期間 | 約2週間〜2ヶ月                   | 約1ヶ月〜半年                                       | 約2週間〜3ヶ月                                  | 約1ヶ月〜半年                                      | 約1〜2ヶ月                     |
| 急性症状 | 重い                             | やや重い                                            | 軽い、または無症状                              | 単独では無症状 B型肝炎との混合感染で重症化         | 重い                           |
| 慢性化   | 稀                               | あり                                                | 多い                                            | あり                                               | 稀                             |
| 劇症化   | あり                             | あり                                                | 稀                                              | あり                                               | 多い                           |
| 治療薬   | 特になし                         | インターフェロン                                    | インターフェロン、直接作用型抗ウイルス薬（DAA） | 特になし                                           | 特になし                       |
| ワクチン | A型肝炎ワクチン                  | B型肝炎ワクチン                                     | なし                                            | D型肝炎自体には無し。ただしB型肝炎ワクチンが有効。 | なし                           |
| 感染症法 | 四類感染症                       | 五類感染症                                          | 五類感染症                                      | 五類感染症                                         | 四類感染症                     |
| その他   | 高齢者は劇症肝炎を起こしやすい。 | 感染した時期やHBVの遺伝子の型によって予後が異なる。 | 肝硬変や肝細胞癌の原因として重要。              | B型肝炎の重症化に関与している。                    | 妊婦は劇症肝炎を起こしやすい。 |

## トピックス

### B型肝炎について
アメリカではB型肝炎の予防接種を受ける事が義務付けられている。垂直感染したB型肝炎ウイルスは感染者肝臓や血液中に長時間とどまり、キャリアとなる。キャリアの10～20%は生涯のどこかの時期に慢性肝炎を発病するので、フォローアップが必要である。これは病気にしか保険適応がない一般医療機関の適応にはならないので、そのような機関としてキャリアクリニックがある（1985年より開設された北海道赤十字血液センター内のキャリアクリニックなど）。

### 薬害C型肝炎問題
ミドリ十字社（現・田辺三菱製薬）が製造販売していたフィブリノゲン製剤の投与によるC型肝炎感染（フィブリノゲン問題）も、社会問題になっている（薬害肝炎）。米国では、食品医薬品局（FDA）が、B型肝炎感染の危険性があること及びフィブリノゲン製剤の臨床効果を評価するのは困難であり有効とされる適応症がほとんどないことを理由に、1977年12月、フィブリノゲンと同成分の製剤の製造承認を取り消していた。
日本でも、1979年には、一部の研究者がこうした事実を指摘していた（国立予防衛生研究所血液製剤部長の安田純一著「血液製剤」）。また、ミドリ十字社も、1978年1月に、FDAによるフィブリノゲン製剤の承認取消が掲載された米国連邦広報を入手し、社内で回覧していた。にもかかわらず、旧厚生省が初めて実態調査を指示して自主回収が始まったのは、青森県三沢市における肝炎の集団感染が発覚した1987年からであり、完全に回収されたのは実に10年間以上かかった。

### 肝炎ウイルス検査
日本では、厚生労働省や各自治体が「肝炎ウイルス検査」を推進している。
東京都は、ゾウをモチーフにした「かんぞうくん」を、肝炎ウイルス検診事業キャラクターに据えている。

### 歴史上におけるB型肝炎ウイルスの感染例について
ミイラ化した遺体を調査する事により、歴史上のB型肝炎ウイルスの感染事例を見つけたとする報告がある。
1. 韓国で発見された16世紀のミイラ化した子供に対する、腹腔鏡を用いた肝臓への剖検[2]により、古代B型肝炎ウイルス（aHBV）のDNAが検出されたとの報告がなされた[3][4]。
2. 16世紀にイタリアのナポリにあるサン・ドメニコ・マッジョーレ教会に埋葬された、子どものミイラにDNA分析を実施したところ、B型肝炎に感染していた事がわかったとする研究論文が、2018年1月4日に発表された[5]。(顔に明白な発疹の跡があることから、当初は天然痘に感染していたと判断されていた事例)